# 邰麗華

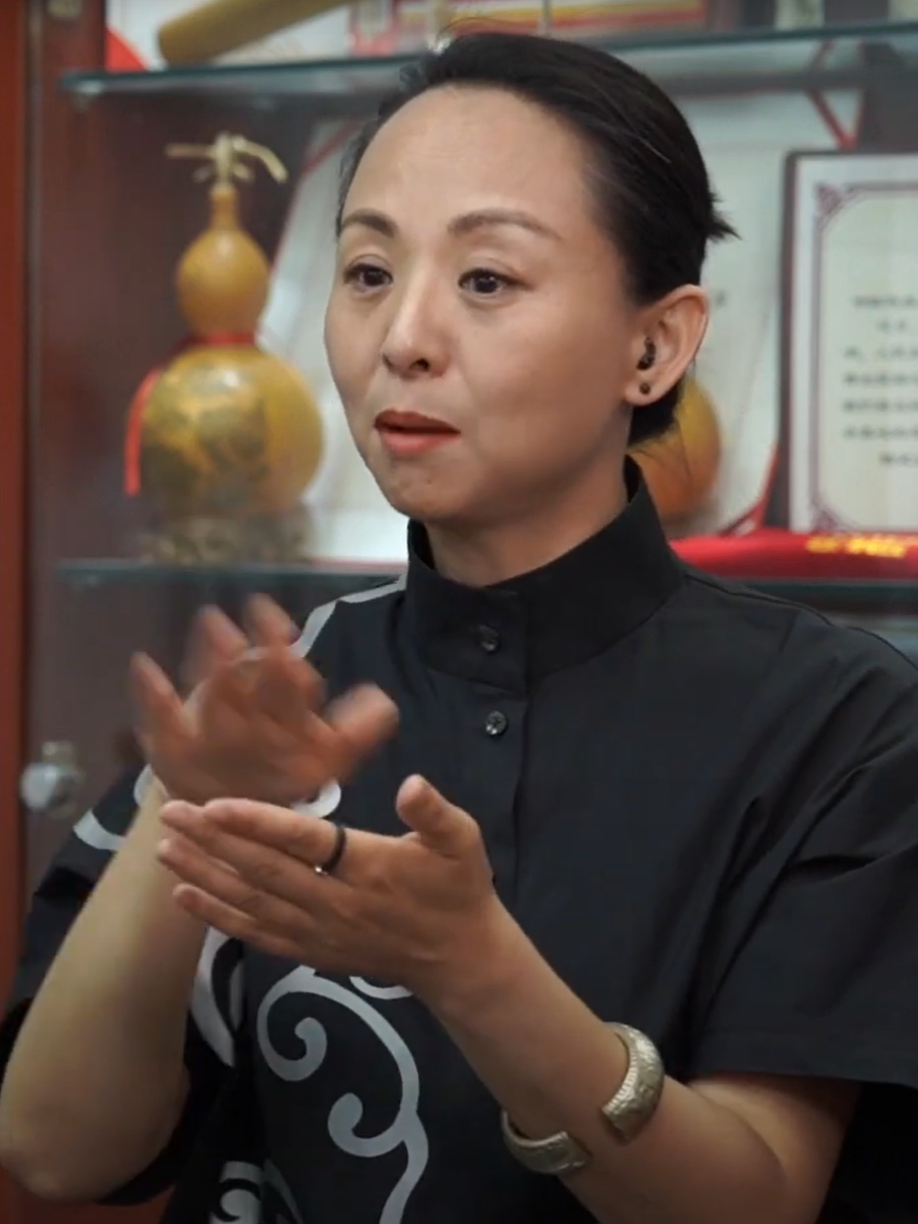
在2023年接受中国新闻社采访的邰丽华

邰麗華（1976年11月—），湖北宜昌人，中国残疾人艺术团團員，同时兼任演员队队长、团长助理以及中国特殊艺术协会副主席。她曾參與多場大型舞蹈表演，獲獎無數，在2005年中央电视臺春节联欢晚会上以一場名為《千手观音》的集體舞蹈贏得了國內觀眾的認同與讚賞，從此聲名大噪，成為中国最著名的聽障舞蹈家。

## 生平

### 舞蹈生涯
邰麗華於两岁時因在患麻疹发高燒時錯誤注射链霉素导致失聪，七岁时入讀聋哑学校，通過学校专门开设的律动课利用鼓声感受到声音的节拍，从此愛上音樂，在十五岁那年开始接受正规的舞蹈训练。她雖然無法聽到音樂的旋律，但堅毅的她憑著手語老師的手勢指導及自己用心感覺節拍，一直百折不撓地努力練習舞蹈。於1992年10月在意大利举办的艺术盛会“无国界文明艺术节”，她在斯卡拉大剧院以舞蹈《敦煌彩塑》嶄露頭角，被譽為“美与人性的使者”。1999年，她進入湖北省残疾人联合会艺术团。於2000年9月在纽约卡内基音乐厅，她以單人舞蹈《雀之灵》感動了美國上萬觀眾，其後又參與了多場公開舞蹈表演，包括《黃土黃》等。2003年，她调至中国残疾人艺术团。在2004年雅典殘疾人奧運會閉幕式上，她與一隊聾啞舞蹈員以舞蹈《千手观音》吸引了世界讚歎的目光，成功把中國文化的瑰丽與神祕傳揚各地。迄今她已到過超過20个國家表演，包括澳大利亞、法國、日本、馬來西亞、波蘭等。
2021年3月4日，在中国人民政治协商会议第十三届全国委员会第四次会议开幕会上，邰丽华与手语翻译用手语演唱了中华人民共和国国歌，是《〈中华人民共和国国歌〉国家通用手语方案》实施后首次在公开场后用手语演唱国歌。

## 获奖
曾多次獲奖，包括：
- 全国残疾人艺术汇演一等奖
- 全国自强模范
- 中央国家机关五一劳动奖章
- 奋发文明进步奖——个人艺术奖

## 学業
1994年，她考上了她找到的唯一一所愿意接受聾啞學生的學校——湖北美术学院 Hubei Institute of Fine Arts，修讀裝潢設計，畢業後获得裝潢設計專業學位及學士學位。事實上，經過多年的練習及觀察，她已能讀懂一點唇語及說出一些人們能聽懂的話語，並不是全然的聾啞人士。

## 感情
在她的事業正如日中天的時候，她的感情生活亦終於開花結果，於2003年3月與相戀七年的電腦工程師李春成婚，同時繼續邁向事業的另一高峰。